# Norðskáli
Norðskáli [ˈnoːɹˌskɔaːlɪ] oder Norðskála (dänisch: Nordskåle) ist ein Ort der Färöer auf der Insel Eysturoy.

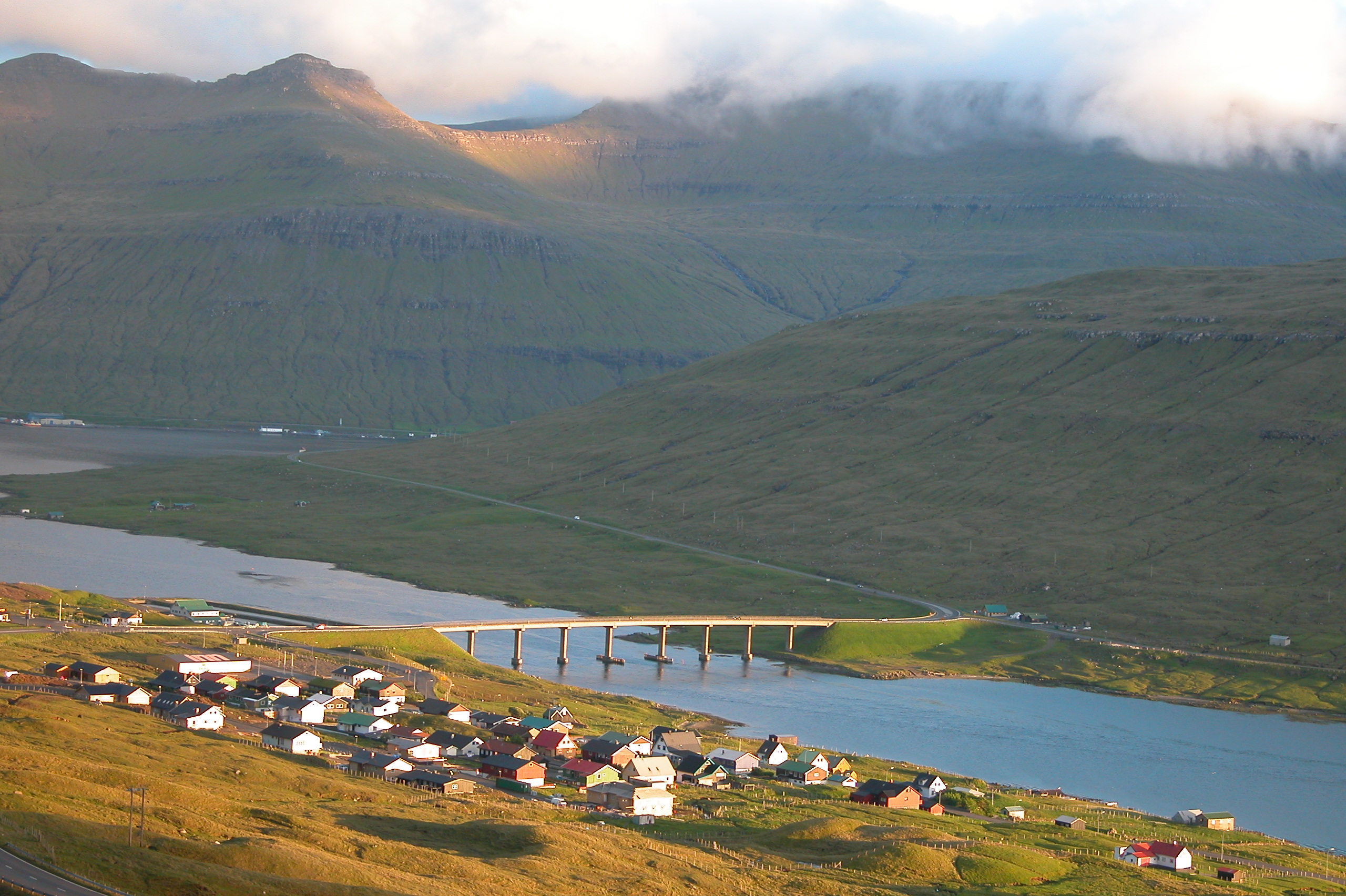
Norðskáli am Sundini, Streymoy im Hintergrund.

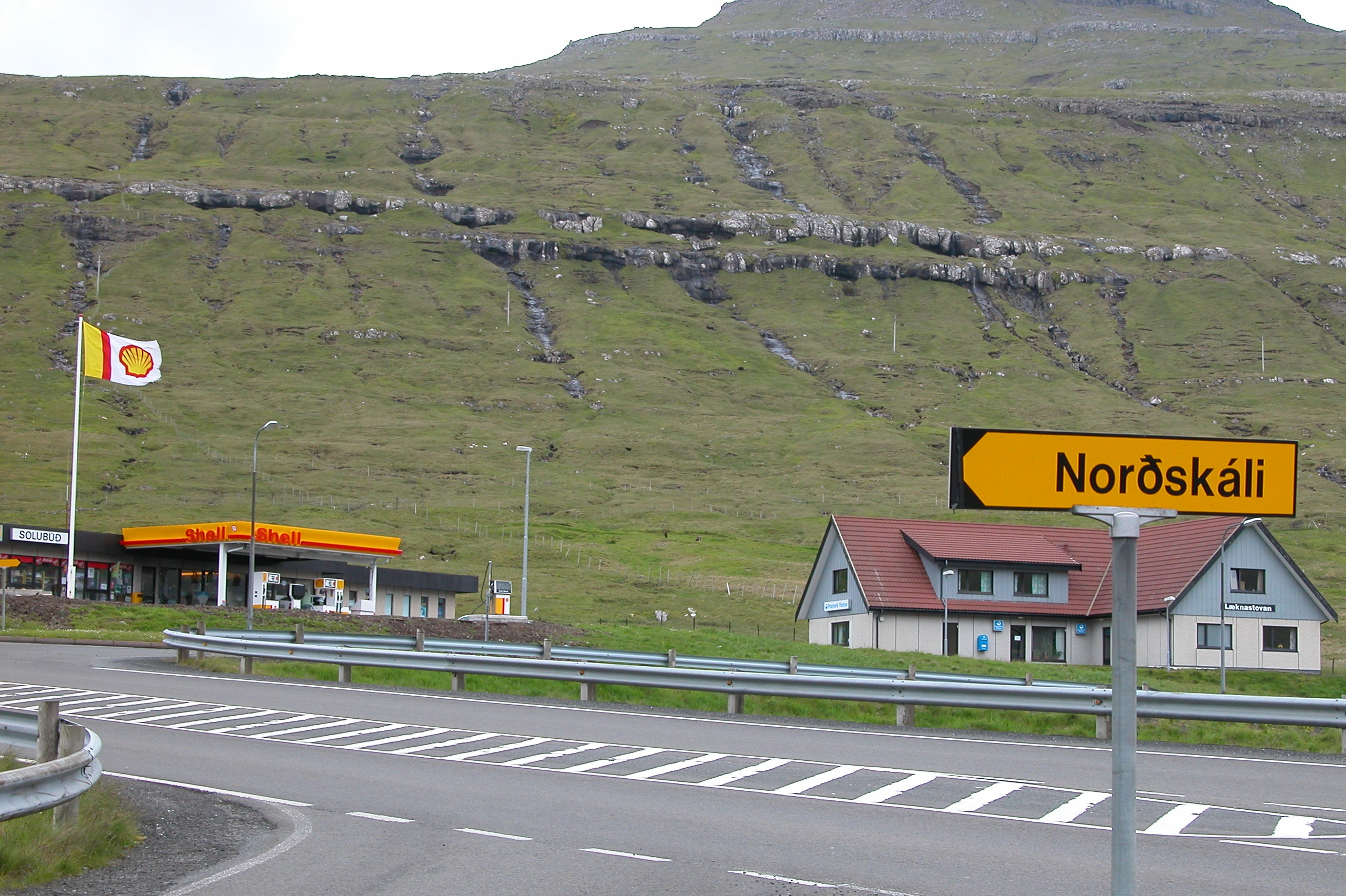
An der Straßenkreuzung in Oyrarbakki Richtung Norðskáli

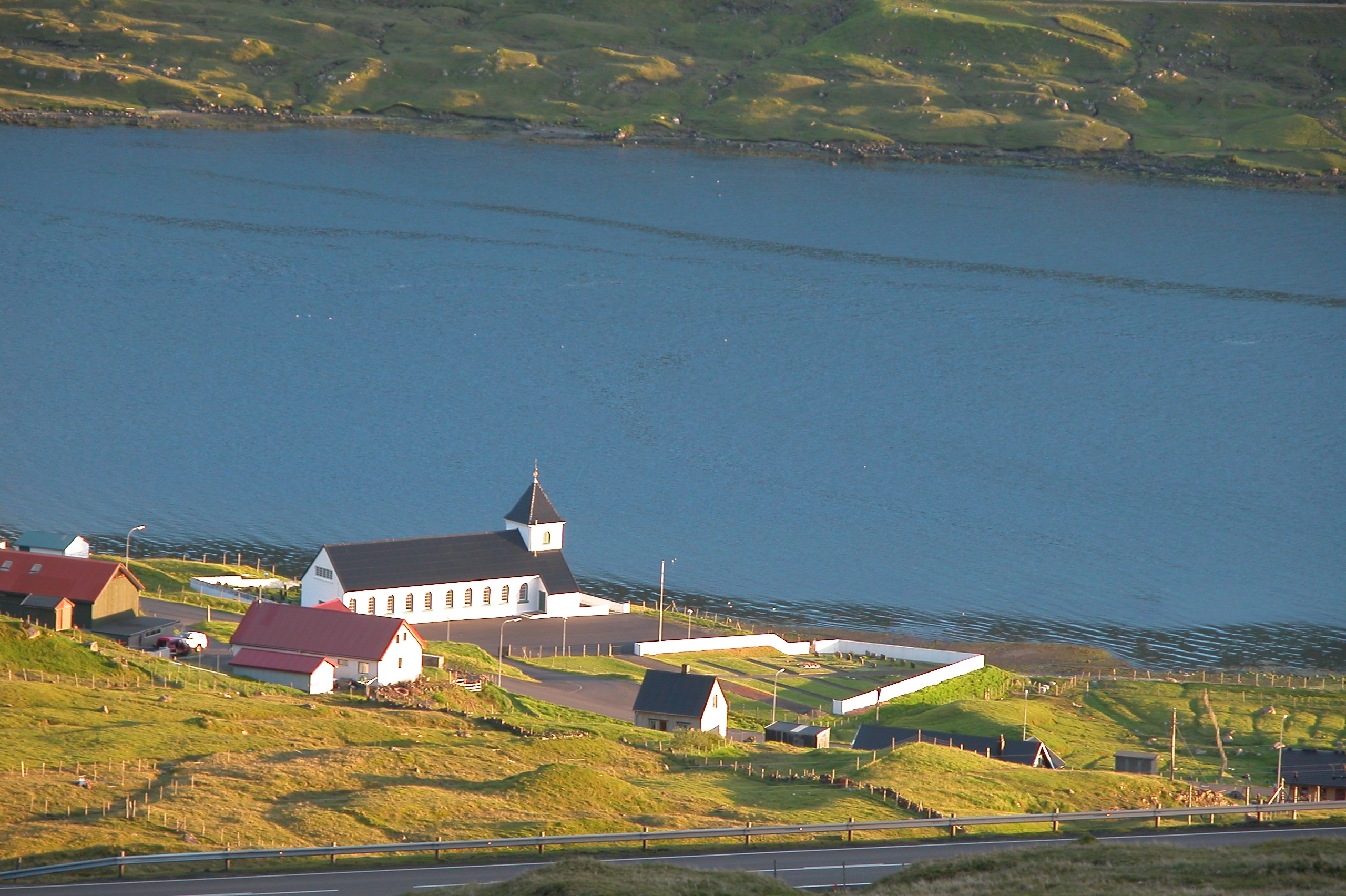
Die 1932 errichtete Kirche in Norðskáli.

Norðskáli liegt, wie das südlich gelegene Oyrarbakki, an der Westküste Eysturoys direkt nördlich der 1973 erbauten Brücke über den Sund Sundini nach Streymoy. 
Der Ortsname steht möglicherweise mit dem weiter südlich gelegenen Ort Skáli im Zusammenhang, wobei zu Unterscheidungszwecken dem Ort im Norden wohl die Himmelsrichtung vorangestellt wurde. Mit dem Begriff skáli wurde im Mittelalter eine Hütte oder ein Nebengebäude für zeitweisen Aufenthalt bezeichnet.
Die Dorfkirche stammt aus dem Jahre 1932, und auch die anderen Häuser sind meist neueren Datums. Die Straße 10, die von Streymoy kommt führt weiter nach Osten durch den 1976 erbauten Norðskálatunnilin. Durch die Entwicklung des Straßennetzes mit Brücke und Tunnel in den 1970er Jahren liegt der Ort im Bereich eines zentral gelegenen Verkehrsknotenpunkts und es siedelten sich in der Folge verschiedene Unternehmen in der näheren Umgebung an, die den Bewohnern von Norðskáli neue Arbeitsmöglichkeiten boten. Von 1964 bis 1990 besaß der Ort sogar ein eigenes Postamt. Seitdem befindet sich das nächste  Postamt in Oyrarbakki.
In Norðskáli gibt es ein Café mit Speisemöglichkeit.
Folgt man der Straße hinter der Brücke nach Norden, gelangt man durch die Orte Svínáir und Ljósá in den bekannten Ort Eiði sowie von dort zum höchsten Berg auf den Färöern, dem 880 m hohen Slættaratindur und weiter zum nördlichsten Ort auf Eysturoy, dem Dorf Gjógv.